# Вейката
Вейката (болг. Вейката — самая высокая гора в восточнородопской гряде Гюмюрджинский снежник, находящийся на территории Болгарии.
Самой высокой горой в Восточных Родопах является Орлица, но она находится на территории Греции.
Вершина Вейката является самой южной географической точкой Болгарии.

## Внешние ссылки
- Снимки Гюмюрджинского снежника и вершины Вейката. Дата обращения: 16 августа 2014. Архивировано из оригинала 12 октября 2010 года.